# Martha Genenger
Martha Genenger (Alemania, 11 de noviembre de 1911-Moers, 1 de agosto de 1995) fue una nadadora alemana especializada en pruebas de estilo braza, donde consiguió ser subcampeona olímpica en 1936 en los 200 metros.

## Carrera deportiva
En los Juegos Olímpicos de Berlín 1936 ganó la medalla de plata en los 200 metros estilo braza con un tiempo de 3:04.2 segundos, tras la japonesa Hideko Maehata (oro con 3:03.6 segundos) y por delante de la danesa Inge Sørensen. En el campeonato europeo de Magdeburgo de 1934 ganó el oro en la misma prueba.